# Aleksej Smertin
Aleksej Gennad'evič Smertin (in russo Алексей Геннадьевич Смертин?; Barnaul, 1º maggio 1975) è un ex calciatore russo, di ruolo di centrocampista.

## Carriera Sportiva

### Club

#### Inizi in Russia
Nato a Barnaul, in Siberia, inizia a giocare a calcio nella locale Dinamo Barnaul, prima di trasferirsi nel 1994 nello Zarja Leninsk-Kuzneckij dove gioca ben 124 partite in tre anni. Nel 1998 milita nell'Uralan, mentre l'anno dopo arriva la chiamata del Lokomotiv Mosca, con cui vince una Coppa di Russia e, a livello individuale, il premio di calciatore russo dell'anno.

#### Bordeaux
Nel 2000 passa ai francesi del Bordeaux, con cui debutta nella prima giornata di Division I contro il Metz (match finito 1-1). Arrivato in Gironda nell'anonimato pressoché totale, in breve si ritaglia un posto rilevante nel club francese, diventando un perno del centrocampo e venendo apprezzato pure dai tifosi. In riva alla Garonna vince una Coppa di Lega francese nel 2002.

#### Gli anni in Premier League
Nell'agosto 2003 Smertin viene acquistato per 4,5 milioni di euro dal Chelsea di Ranieri, appena rilevato dal connazionale Roman Abramovič. Prestato al Portsmouth per la stagione 2003-04, torna ai Blues nell'annata seguente, questa volta agli ordini di José Mourinho. In un centrocampo che conta già giocatori del calibro di Lampard, Makélélé, Parker e Geremi, il tecnico portoghese chiede inoltre l'acquisto del connazionale Tiago Mendes, relegando di fatto Smertin ad un ruolo da comprimario. Il 29 settembre 2004 segna il suo unico gol col Chelsea nella partita di Champions League vinta 3-1 a Stamford Bridge contro i campioni in carica del Porto. A fine anno le presenze del russo in campionato saranno 16, ma il suo palmarès si colmerà comunque di una Coppa di Lega inglese e di una Premier League. Per la stagione 2005-06 viene ceduto in prestito al Charlton.

#### Dinamo Mosca
Nel marzo 2006 torna in patria, trasferendosi per £1 milione alla Dinamo Mosca di Andrej Kobelev, dove trova giocatori come Maniche, Costinha, Seitaridis e Francisco Lima.

#### Fulham
Nel gennaio 2007 fa ritorno in Inghilterra, aggregandosi al Fulham, con cui sigla un contratto da due anni e mezzo. Dopo un iniziale periodo di titolarità, il mediano russo perde il posto all'inizio della stagione 2007-08, in seguito all'acquisto di Danny Murphy. Oltre a ciò, gli viene preferito anche Simon Davies e subisce nel corso dell'annata diversi infortuni. Il 1º settembre 2008 rifiuta di trasferirsi in prestito al Cardiff e risolve il suo contratto col Fulham. Rimasto svincolato e col conseguente avvio della carriera politica, il 6 luglio 2009 si ritira dal calcio all'età di 34 anni.

### Nazionale
Il 14 ottobre 1998 debutta con la nazionale russa nella sconfitta per 1-0 a Reykjavík contro l'Islanda, match di qualificazione ad Euro 2000. In tale incontro, Smertin viene espulso per somma d'ammonizioni. Vanta in totale 55 presenze con la Russia con cui ha partecipato ai Mondiali 2002 e a Euro 2004, scendendo in campo diverse volte da capitano.

## Carriera politica
Nel 2009 è stato eletto nel parlamento russo.

### Responsabile anti-razzismo e anti-discriminazioni
Dal 2016, con l'adesione della federazione Russa alla campagna FIFA ‘Football Without Violence’, si occupa della lotta alla violenza nel mondo del calcio e il 21 febbraio 2017 assume il ruolo di "Ispettore anti-razzismo e anti-discriminazione" internazionale, allo scopo di combattere fenomeni discriminatori durante le manifestazioni della Confederation Cup 2017 e dei campionati mondiali di calcio Russia 2018.

## Statistiche

### Cronologia presenze e reti in Nazionale
| Cronologia completa delle presenze e delle reti in nazionale ― Russia | Cronologia completa delle presenze e delle reti in nazionale ― Russia | Cronologia completa delle presenze e delle reti in nazionale ― Russia | Cronologia completa delle presenze e delle reti in nazionale ― Russia | Cronologia completa delle presenze e delle reti in nazionale ― Russia | Cronologia completa delle presenze e delle reti in nazionale ― Russia | Cronologia completa delle presenze e delle reti in nazionale ― Russia | Cronologia completa delle presenze e delle reti in nazionale ― Russia |
| Data                                                                  | Città                                                                 | In casa                                                               | Risultato                                                             | Ospiti                                                                | Competizione                                                          | Reti                                                                  | Note                                                                  |
| --------------------------------------------------------------------- | --------------------------------------------------------------------- | --------------------------------------------------------------------- | --------------------------------------------------------------------- | --------------------------------------------------------------------- | --------------------------------------------------------------------- | --------------------------------------------------------------------- | --------------------------------------------------------------------- |
| 14-10-1998                                                            | Reykjavík                                                             | Islanda                                                               | 1 – 0                                                                 | Russia                                                                | Qual. Euro 2000                                                       | -                                                                     | 30’, 75’                                                              |
| 18-11-1998                                                            | Fortaleza                                                             | Brasile                                                               | 5 – 1                                                                 | Russia                                                                | Amichevole                                                            | -                                                                     | 50’                                                                   |
| 31-3-1999                                                             | Mosca                                                                 | Russia                                                                | 6 – 1                                                                 | Andorra                                                               | Qual. Euro 2000                                                       | -                                                                     |                                                                       |
| 19-5-1999                                                             | Tula                                                                  | Russia                                                                | 1 – 1                                                                 | Bielorussia                                                           | Amichevole                                                            | -                                                                     | 76’                                                                   |
| 5-6-1999                                                              | Saint-Denis                                                           | Francia                                                               | 2 – 3                                                                 | Russia                                                                | Qual. Euro 2000                                                       | -                                                                     |                                                                       |
| 9-6-1999                                                              | Mosca                                                                 | Russia                                                                | 1 – 0                                                                 | Islanda                                                               | Qual. Euro 2000                                                       | -                                                                     |                                                                       |
| 18-8-1999                                                             | Minsk                                                                 | Bielorussia                                                           | 0 – 2                                                                 | Russia                                                                | Amichevole                                                            | -                                                                     | 26’                                                                   |
| 4-9-1999                                                              | Mosca                                                                 | Russia                                                                | 2 – 0                                                                 | Armenia                                                               | Qual. Euro 2000                                                       | -                                                                     |                                                                       |
| 8-9-1999                                                              | Andorra la Vella                                                      | Andorra                                                               | 1 – 2                                                                 | Russia                                                                | Qual. Euro 2000                                                       | -                                                                     |                                                                       |
| 9-10-1999                                                             | Mosca                                                                 | Russia                                                                | 1 – 1                                                                 | Ucraina                                                               | Qual. Euro 2000                                                       | -                                                                     |                                                                       |
| 23-2-2000                                                             | Haifa                                                                 | Israele                                                               | 4 – 1                                                                 | Russia                                                                | Amichevole                                                            | -                                                                     |                                                                       |
| 26-4-2000                                                             | Mosca                                                                 | Russia                                                                | 2 – 0                                                                 | Stati Uniti                                                           | Amichevole                                                            | -                                                                     | 35’                                                                   |
| 16-8-2000                                                             | Mosca                                                                 | Russia                                                                | 1 – 0                                                                 | Israele                                                               | Amichevole                                                            | -                                                                     |                                                                       |
| 2-9-2000                                                              | Zurigo                                                                | Svizzera                                                              | 0 – 1                                                                 | Russia                                                                | Qual. Mondiali 2002                                                   | -                                                                     |                                                                       |
| 11-10-2000                                                            | Mosca                                                                 | Russia                                                                | 3 – 0                                                                 | Lussemburgo                                                           | Qual. Mondiali 2002                                                   | -                                                                     |                                                                       |
| 28-2-2001                                                             | Heraklion                                                             | Grecia                                                                | 3 – 3                                                                 | Russia                                                                | Amichevole                                                            | -                                                                     | 86’                                                                   |
| 24-3-2001                                                             | Mosca                                                                 | Russia                                                                | 1 – 1                                                                 | Slovenia                                                              | Qual. Mondiali 2002                                                   | -                                                                     | 46’                                                                   |
| 2-6-2001                                                              | Mosca                                                                 | Russia                                                                | 1 – 1                                                                 | Jugoslavia                                                            | Qual. Mondiali 2002                                                   | -                                                                     |                                                                       |
| 6-6-2001                                                              | Lussemburgo                                                           | Lussemburgo                                                           | 1 – 2                                                                 | Russia                                                                | Qual. Mondiali 2002                                                   | -                                                                     | 52’                                                                   |
| 15-8-2001                                                             | Mosca                                                                 | Russia                                                                | 0 – 0                                                                 | Grecia                                                                | Amichevole                                                            | -                                                                     | 46’                                                                   |
| 6-10-2001                                                             | Mosca                                                                 | Russia                                                                | 4 – 0                                                                 | Svizzera                                                              | Qual. Mondiali 2002                                                   | -                                                                     | 88’                                                                   |
| 14-11-2001                                                            | Riga                                                                  | Lettonia                                                              | 1 – 3                                                                 | Russia                                                                | Amichevole                                                            | -                                                                     |                                                                       |
| 27-3-2002                                                             | Tallinn                                                               | Estonia                                                               | 2 – 1                                                                 | Russia                                                                | Amichevole                                                            | -                                                                     | 46’                                                                   |
| 17-4-2002                                                             | Saint-Denis                                                           | Francia                                                               | 0 – 0                                                                 | Russia                                                                | Amichevole                                                            | -                                                                     |                                                                       |
| 19-5-2002                                                             | Mosca                                                                 | Russia                                                                | 1 – 1 dts (5 – 6 dtr)                                                 | Jugoslavia                                                            | Amichevole                                                            | -                                                                     |                                                                       |
| 9-6-2002                                                              | Yokohama                                                              | Giappone                                                              | 1 – 0                                                                 | Russia                                                                | Mondiali 2002 - 1º turno                                              | -                                                                     | 57’                                                                   |
| 14-6-2002                                                             | Shizuoka                                                              | Belgio                                                                | 3 – 2                                                                 | Russia                                                                | Mondiali 2002 - 1º turno                                              | -                                                                     | 14’ 34’                                                               |
| 21-8-2002                                                             | Mosca                                                                 | Russia                                                                | 1 – 1                                                                 | Svezia                                                                | Amichevole                                                            | -                                                                     | 2’ 46’                                                                |
| 16-10-2002                                                            | Volgograd                                                             | Russia                                                                | 4 – 1                                                                 | Albania                                                               | Qual. Euro 2004                                                       | -                                                                     | cap.                                                                  |
| 12-2-2003                                                             | Limassol                                                              | Cipro                                                                 | 0 – 1                                                                 | Russia                                                                | Amichevole                                                            | -                                                                     | cap.                                                                  |
| 29-3-2003                                                             | Scutari                                                               | Albania                                                               | 3 – 1                                                                 | Russia                                                                | Qual. Euro 2004                                                       | -                                                                     | cap. 72’                                                              |
| 30-4-2003                                                             | Tbilisi                                                               | Georgia                                                               | 1 – 0                                                                 | Russia                                                                | Qual. Euro 2004                                                       | -                                                                     |                                                                       |
| 7-6-2003                                                              | Basilea                                                               | Svizzera                                                              | 2 – 2                                                                 | Russia                                                                | Qual. Euro 2004                                                       | -                                                                     | cap.                                                                  |
| 6-9-2003                                                              | Dublino                                                               | Irlanda                                                               | 1 – 1                                                                 | Russia                                                                | Qual. Euro 2004                                                       | -                                                                     |                                                                       |
| 10-9-2003                                                             | Mosca                                                                 | Russia                                                                | 4 – 1                                                                 | Svizzera                                                              | Qual. Euro 2004                                                       | -                                                                     |                                                                       |
| 15-11-2003                                                            | Mosca                                                                 | Russia                                                                | 0 – 0                                                                 | Galles                                                                | Qual. Euro 2004                                                       | -                                                                     | 59’                                                                   |
| 19-11-2003                                                            | Cardiff                                                               | Galles                                                                | 0 – 1                                                                 | Russia                                                                | Qual. Euro 2004                                                       | -                                                                     |                                                                       |
| 31-3-2004                                                             | Sofia                                                                 | Bulgaria                                                              | 2 – 2                                                                 | Russia                                                                | Amichevole                                                            | -                                                                     | 35’ 46’                                                               |
| 28-4-2004                                                             | Oslo                                                                  | Norvegia                                                              | 3 – 2                                                                 | Russia                                                                | Amichevole                                                            | -                                                                     |                                                                       |
| 25-5-2004                                                             | Graz                                                                  | Austria                                                               | 0 – 0                                                                 | Russia                                                                | Amichevole                                                            | -                                                                     | cap. 83’                                                              |
| 12-6-2004                                                             | Faro                                                                  | Spagna                                                                | 1 – 0                                                                 | Russia                                                                | Euro 2004 - 1º turno                                                  | -                                                                     | cap. 30’                                                              |
| 16-6-2004                                                             | Lisbona                                                               | Portogallo                                                            | 2 – 0                                                                 | Russia                                                                | Euro 2004 - 1º turno                                                  | -                                                                     | cap. 16’                                                              |
| 18-8-2004                                                             | Mosca                                                                 | Russia                                                                | 4 – 3                                                                 | Lituania                                                              | Amichevole                                                            | -                                                                     | cap. 46’                                                              |
| 4-9-2004                                                              | Mosca                                                                 | Russia                                                                | 1 – 1                                                                 | Slovacchia                                                            | Qual. Mondiali 2006                                                   | -                                                                     | cap.                                                                  |
| 9-10-2004                                                             | Lussemburgo                                                           | Lussemburgo                                                           | 0 – 4                                                                 | Russia                                                                | Qual. Mondiali 2006                                                   | -                                                                     | cap.                                                                  |
| 13-10-2004                                                            | Lisbona                                                               | Portogallo                                                            | 7 – 1                                                                 | Russia                                                                | Qual. Mondiali 2006                                                   | -                                                                     | cap. 51’                                                              |
| 17-11-2004                                                            | Krasnodar                                                             | Russia                                                                | 4 – 0                                                                 | Estonia                                                               | Qual. Mondiali 2006                                                   | -                                                                     | cap.                                                                  |
| 30-3-2005                                                             | Tallinn                                                               | Estonia                                                               | 1 – 1                                                                 | Russia                                                                | Qual. Mondiali 2006                                                   | -                                                                     | cap.                                                                  |
| 4-6-2005                                                              | San Pietroburgo                                                       | Russia                                                                | 2 – 0                                                                 | Lettonia                                                              | Qual. Mondiali 2006                                                   | -                                                                     | cap. 63’                                                              |
| 3-9-2005                                                              | Mosca                                                                 | Russia                                                                | 2 – 0                                                                 | Liechtenstein                                                         | Qual. Mondiali 2006                                                   | -                                                                     | cap.                                                                  |
| 7-9-2005                                                              | Mosca                                                                 | Russia                                                                | 0 – 0                                                                 | Portogallo                                                            | Qual. Mondiali 2006                                                   | -                                                                     | cap. 35’, 44’                                                         |
| 12-10-2005                                                            | Bratislava                                                            | Slovacchia                                                            | 0 – 0                                                                 | Russia                                                                | Qual. Mondiali 2006                                                   | -                                                                     | cap.                                                                  |
| 1-3-2006                                                              | Mosca                                                                 | Russia                                                                | 0 – 1                                                                 | Brasile                                                               | Amichevole                                                            | -                                                                     | cap.                                                                  |
| 27-5-2006                                                             | Albacete                                                              | Spagna                                                                | 0 – 0                                                                 | Russia                                                                | Amichevole                                                            | -                                                                     | cap.                                                                  |
| 7-10-2006                                                             | Mosca                                                                 | Russia                                                                | 1 – 1                                                                 | Israele                                                               | Qual. Euro 2008                                                       | -                                                                     |                                                                       |
| Totale                                                                |                                                                       | Presenze                                                              | 55                                                                    |                                                                       | Reti                                                                  | 0                                                                     |                                                                       |

## Palmares

### Giocatore

#### Club
- Coppa di Russia: 1

Lokomotiv Mosca: 1999-2000
- Coppa di Lega francese: 1

Bordeaux: 2001-2002
- Coppa di Lega inglese: 1

Chelsea: 2004-2005
- Campionato inglese: 1

Chelsea: 2004-2005

#### Individuale
- Calciatore russo dell'anno: 1

1999